# 3e Queens
Circonscription électorale provinciale du Canada
3e Queens était une circonscription électorale dans la province canadienne de l'Île-du-Prince-Édouard, qui élisait deux membres à l'Assemblée législative de l'Île-du-Prince-Édouard de 1873 à 1996.

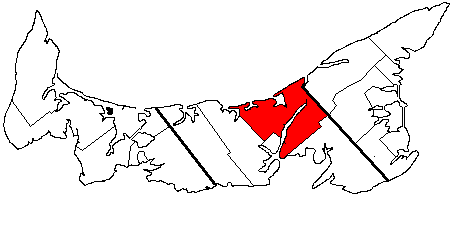
Carte démontrant la circonscription électorale de 3e Queens

Le district contenait la partie nord-est du comté de Queens.

## Membre de l'Assemblée législative

### Deux membres de 1873 à 1893
|  | Années    | Membre           | Parti        |
|  | --------- | ---------------- | ------------ |
|  | 1873-1879 | Henry Beer       | Libéral      |
|  | 1879-1883 | Robert Shaw      | Conservateur |
|  | 1883-1886 | Henry Beer       | Libéral      |
|  | 1886-1890 | Lucius O'Kelly   |              |
|  | 1890-1893 | Frederick Peters | Libéral      |

|  | Années    | Membre             | Parti        |
|  | --------- | ------------------ | ------------ |
|  | 1873-1879 | Francis Kelly      | Conservateur |
|  | 1879-1883 | Don A. McDonald    | Conservateur |
|  | 1883-1891 | Donald Ferguson    | Conservateur |
|  | 1891-1893 | James H. Cummiskey | Libéral      |

### Deux membres (député et conseiller) de 1893 à 1996

#### Député
|  | Années    | Membre               | Parti        |
|  | --------- | -------------------- | ------------ |
|  | 1893-1900 | Frederick Peters     | Libéral      |
|  | 1900-1904 | James P. Palmer      | Libéral      |
|  | 1904-1908 | Leonard Wood         |              |
|  | 1908-1911 | Herbert James Palmer | Libéral      |
|  | 1911-1915 | George F. Dewar      | Conservateur |
|  | 1915-1919 | Leonard Wood         | Conservateur |
|  | 1919-1923 | Peter Brodie         | Libéral      |
|  | 1923-1927 | Leonard J. Wood      | Conservateur |
|  | 1927-1931 | Russell G. Clarke    | Libéral      |
|  | 1931-1935 | Matthew W. Wood      | Conservateur |
|  | 1935-1959 | Russell G. Clarke    | Libéral      |
|  | 1959-1966 | Andrew B. MacRae     | Conservateur |
|  | 1966-1978 | Cecil A. Miller      | Libéral      |
|  | 1978-1986 | Horace B. Carver     | Conservateur |
|  | 1986-1993 | Betty Jean Brown     | Libéral      |
|  | 1993-1996 | Pat Mella            | Conservateur |

#### Conseiller
|  | Années    | Membre                 | Parti        |
|  | --------- | ---------------------- | ------------ |
|  | 1893-1912 | James H. Cummiskey     | Libéral      |
|  | 1912-1915 | Henry F. Feehan        | Conservateur |
|  | 1915-1931 | David McDonald         | Libéral      |
|  | 1931-1935 | J. Augustine MacDonald | Conservateur |
|  | 1935-1944 | Mark R. McGuigan       | Libéral      |
|  | 1944-1959 | Eugene Cullen          | Libéral      |
|  | 1959-1970 | J. Russell Driscoll    | Conservateur |
|  | 1970-1978 | Levi McNally           | Libéral      |
|  | 1978-1986 | Fred Driscoll          | Conservateur |
|  | 1986-1996 | Tom Dunply             | Libéral      |